# Кузнецов, Виктор Васильевич (футболист)
Виктор Васильевич Кузнецов (укр. Віктор Васильович Кузнецов; род. 25 февраля 1949, Каменоломня, Крымская область) — советский и украинский футболист, полузащитник, тренер. Мастер спорта СССР (1968).

## Биография
Родился 25 февраля 1949 года в селе Каменоломня Сакского района Крымской области.
Воспитанник юношеской команды «Труд» (Каменоломня), в которой начал играть в 1963 году. Первый тренер — В. Орлов.
Появился в Ворошиловграде в 1968 году транзитом через Киев, уже в ранге чемпиона Европы среди юниоров. Наряду с ведущими полузащитниками «Зари» Анатолием Куксовым, Юрием Васениным, позже с Юрием Колесниковым и Александром Полукаровым, составляли мощное оружие в середине поля в игре против любых соперников. Бо́льшую часть своей карьеры (12 сезонов) Кузнецов провёл в ворошиловградской «Заре», в составе которой стал чемпионом СССР 1972 года.
В чемпионатах СССР в составе «чёрно-белых» Кузнецов провёл 318 матчей, забил 40 мячей. В Кубке европейских чемпионов в его активе 4 матча и один забитый мяч.
Пару сезонов выступал в соседнем ростовском СКА, с которым в 1981 году выиграли в Кубок Советского Союза. После успешного сезона, Кузнецов принял решение завершить игровую карьеру на профессиональном уровне.
В 1985 году выступал на уровне КФК за ровеньковский «Сокол».

Работоспособный, выносливый, отличался бойцовскими качествами, самоотверженностью, стремлением обострить игру. Смело вёл борьбу за верховые мячи, постоянно создавал, используя дриблинг, угрозу воротам соперников со своего фланга, владел сильным ударом.— .
Младший брат Сергей также являлся футболистом.

#### Карьера в сборной СССР
В 1972—1973 годах сыграл 8 матчей за сборную СССР. Был участником международного турнира «Кубок Независимости», проводившегося в Бразилии.
В начале 1990-х работал в «Заре» начальником команды (1991—1992) и тренером (1992—1993).

## Достижения
- Чемпион СССР 1972 года.
- Обладатель Кубка СССР 1981 года.
- Финалист Кубка СССР (2): 1974, 1975
- Победитель юношеского турнира УЕФА 1967 года.
- Включался в список 33-х лучших футболистов сезона в СССР (2): № 2 — 1972, 1974
- Включался в список 33-х лучших футболистов сезона в Украинской ССР (4): № 1 — 1972; № 2 — 1971, 1973, 1974
- Рекордсмен «Зари» по количеству матчей в высшей лиге чемпионата СССР (318)[3].

В июле 2018 года Почта ЛНР выпустила марку с портретом В. Кузнецова. Марка входит в блок марок «Финал Чемпионата мира по футболу».